# Le Noyer (Cher)
Le Noyer è un comune francese di 277 abitanti situato nel dipartimento del Cher, nella regione del Centro-Valle della Loira.

## Società

### Evoluzione demografica
Abitanti censiti